# Demokratisk samling för Rwanda
Demokratisk samling för Rwanda, le Rassemblement Démocratique pour le Rwanda (RDR), var en hutugerilla i dåvarande östra Zaire, bestående av före detta rwandesiska regeringssoldater och medlemmar av Interahamwemilisen som efter sin delaktighet i folkmordet i Rwanda tvingats fly detta land.
Från flyktingläger i Zaire organiserade man under 1995 och 1996 angrepp mot den nya tutsiledda RPA-regeringen i Rwanda. RPA svarade med att invadera östra Zaire i oktober 1996 och krossa RDR. RPA kom härmed i konflikt med Mobutus trupper vilket markerade starten på första Kongokriget. 
Resterna av RDR kom att bilda Rwandas befrielsearmé.